# Watt Nytt
Watt Nytt är ett svenskspråkigt nyhetsprogram för barn och unga, producerat av Svenska Yle. Programmet behandlar aktuella händelser och fenomen i ett format som är lättillgängligt, engagerande och pedagogiskt anpassat för en ung publik. Inslag publiceras flera gånger i veckan på Yle Arenan, Yle Teema & Fem och på TikTok. Programmet leds av Charlotte "Challe" Lindberg och Axel Brink.

## Format
Watt Nytt publicerar nyhetsinslag på måndagar och fredagar på Yle Arenan.  Programmet har också ett starkt närvaro på TikTok under kontot @ylewatt, där innehåll publiceras varje vardag.
Programmet riktar sig till barn och unga som vill hänga med i vad som händer i världen – utan att behöva plöja igenom hela internet. Fokus ligger på att förklara komplexa ämnen på ett roligt, relevant och lättförståeligt sätt.

## Målgrupp och syfte
Watt Nytt riktar sig främst till barn i skolåldern. Programmet används också som undervisningsmaterial i skolor. Lärare kan prenumerera på ett nyhetsbrev via e-post (watt@yle.fi) med tips och länkar till aktuella nyhetsklipp att använda i klassrummet.
Syftet med Watt Nytt är att stärka barns mediekunskap, väcka samhällsintresse och skapa förståelse för nyhetsflödet genom ett språk och format som passar yngre tittare. Enligt redaktionen kan man göra nyheter intressanta för barn genom att vara engagerad själv och berätta ur barnens perspektiv.